# Bukovac (Preševo)
Bukovac (em cirílico: Буковац) é uma vila da Sérvia localizada no município de Preševo, pertencente ao distrito de Pčinja, na região de Vallée de Preševo. A sua população era de 108 habitantes segundo o censo de 2002.

## Demografia
| 1948 | 1953 | 1961 | 1971 | 1981 | 1991 | 2002 |
| ---- | ---- | ---- | ---- | ---- | ---- | ---- |
| 114  | 129  | 144  | 150  | 107  | 131  | 108  |